# 2403 Шумава
2403 Шумава (2403 Šumava) — астероїд головного поясу, відкритий 25 вересня 1979 року.
Тіссеранів параметр щодо Юпітера — 3,429.